# Château de Dampierre
Pour les articles homonymes, voir Château de Dampierre (homonymie).
Le château de Dampierre est un château français de style classique situé dans le creux d'un vallon, contre la vallée de Chevreuse, dans la commune de Dampierre-en-Yvelines dans le département des Yvelines et la région d'Île-de-France.
Construit dans le dernier quart du XVIIe siècle par Jules Hardouin-Mansart, sur les ordres du duc de Chevreuse, Charles Honoré d'Albert, gendre de Colbert, il est situé dans un vaste parc dessiné par Le Nôtre.
Le château de Dampierre, où ont séjourné les rois Louis XIV et Louis XV, fut la propriété de la famille d'Albert de Luynes, duc de Chevreuse, de 1663 à 2018, puis racheté par Franky Mulliez, membre de la famille Mulliez, en 2018. Depuis son acquisition, le château de Dampierre est en restauration, un des plus grands chantiers de France sur un monument historique privé, ouvert à la visite.
Il a été classé au titre des monuments historiques en février 2022, le château et la totalité du parc (400 hectares clos d'un mur de 14 kilomètres).

## Histoire
Le château a été bâti sur l'emplacement d'un manoir construit au XIIIe siècle pour un cadet des sires de Chevreuse.
Incendié pendant la jacquerie de 1358, il est restauré sous Louis XI pour le compte d'un notable parisien, Jacques de Thumery, et en 1480 il est valorisé par la création d'un étang.

### Dampierre à la Renaissance
Dampierre est acquis en 1528 par Jean Duval, notaire et secrétaire du roi, devenu trésorier de l'épargne de François Ier, qui agrandit la seigneurie et l'étang, et modernise le manoir.
Celui-ci comprend désormais « plusieurs corps d'hôtel » agencés sur des voûtes trapues autour d'une cour, dans une enceinte de fossés, et un petit jardin à fleur d'eau du côté de la vallée de Chevreuse. Le logis présente un rez-de-chaussée surélevé compris entre l'étage des offices et les combles, avec façades crépies de chaux et de sable, pierre de taille en chaînage d'angle et briques pour former doubles bandeaux en parements de croisées, lucarnes, et souches de cheminées.
Du côté du village se trouve un pavillon d'entrée, équipé d'un pont-levis et de deux tourelles d'angle « garnies de canonnières ». Dès 1550 l'ensemble sert de modèle à Pierre Séguier pour l'agrandissement de son château de La Verrière (disparu).
Le 16 février 1551, le cardinal Charles de Lorraine, archevêque de Reims et duc de Chevreuse, fait l'acquisition de Dampierre.
De nouvelles dépendances sont édifiées en avant de l'entrée
Le peintre Francesco Salviati orne l'intérieur de fresques en 1554.
Du côté des jardins, au niveau des offices, le logis est prolongé de portiques interrompus par trois pavillons et développés autour d'un parterre; ils s'inscrivent dans un vaste réseau de canaux, créé en 1555.
Des murs-écrans et des cours intermédiaires permettaient d'éloigner visuellement les écuries du logis principal.
Dans Les plus excellens bastiments de France  [sic] (1576-1579), Androuet du Cerceau consacre quatre planches à Dampierre. À l'angle antérieur gauche du château, il montre des arcs et des pilastres dans le style classique de la Renaissance qui couronnent l'ancienne tourelle d'un élégant belvédère et rythment une serlienne sur le pavillon contigu. Au fond de cette tourelle se trouve une étuve, représentée sur une planche de détail, qui semble une reproduction d'un dessin du Primatice qui a sans doute contribué à ces embellissements de concert avec Claude Foucques, architecte du cardinal de Lorraine.
Sous le duc Claude de Lorraine (1578-1657), fils cadet de Henri Ier de Guise, duc de Guise, un corps de logis dit l'Astrée, ainsi dénommé car il est décoré de peintures inspirées du roman L'Astrée d'Honoré d'Urfé, est adossé à une aile des dépendances. On retrouve dans cette aile du château un cabinet de curiosités dont une impressionnante collection de météorites redécouverte en 2018. À la même époque, il existe au bout de l'étang une île animée de cinq pavillons où aimait se retirer la célèbre duchesse de Chevreuse, née Marie de Rohan (1600-1679).

### La reconstruction du château par Hardouin-Mansart

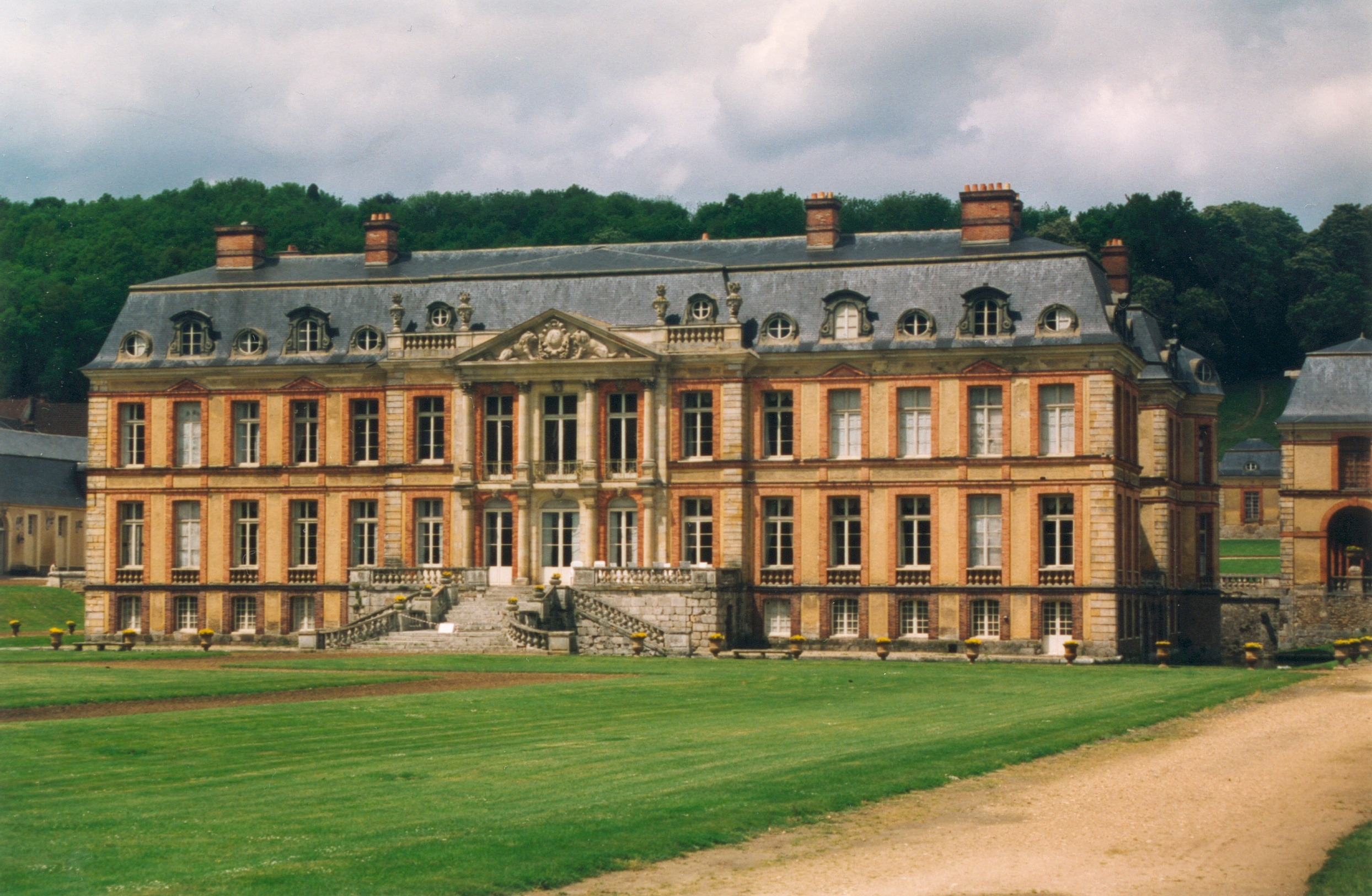
Château de Dampierre. Façade sur le jardin.

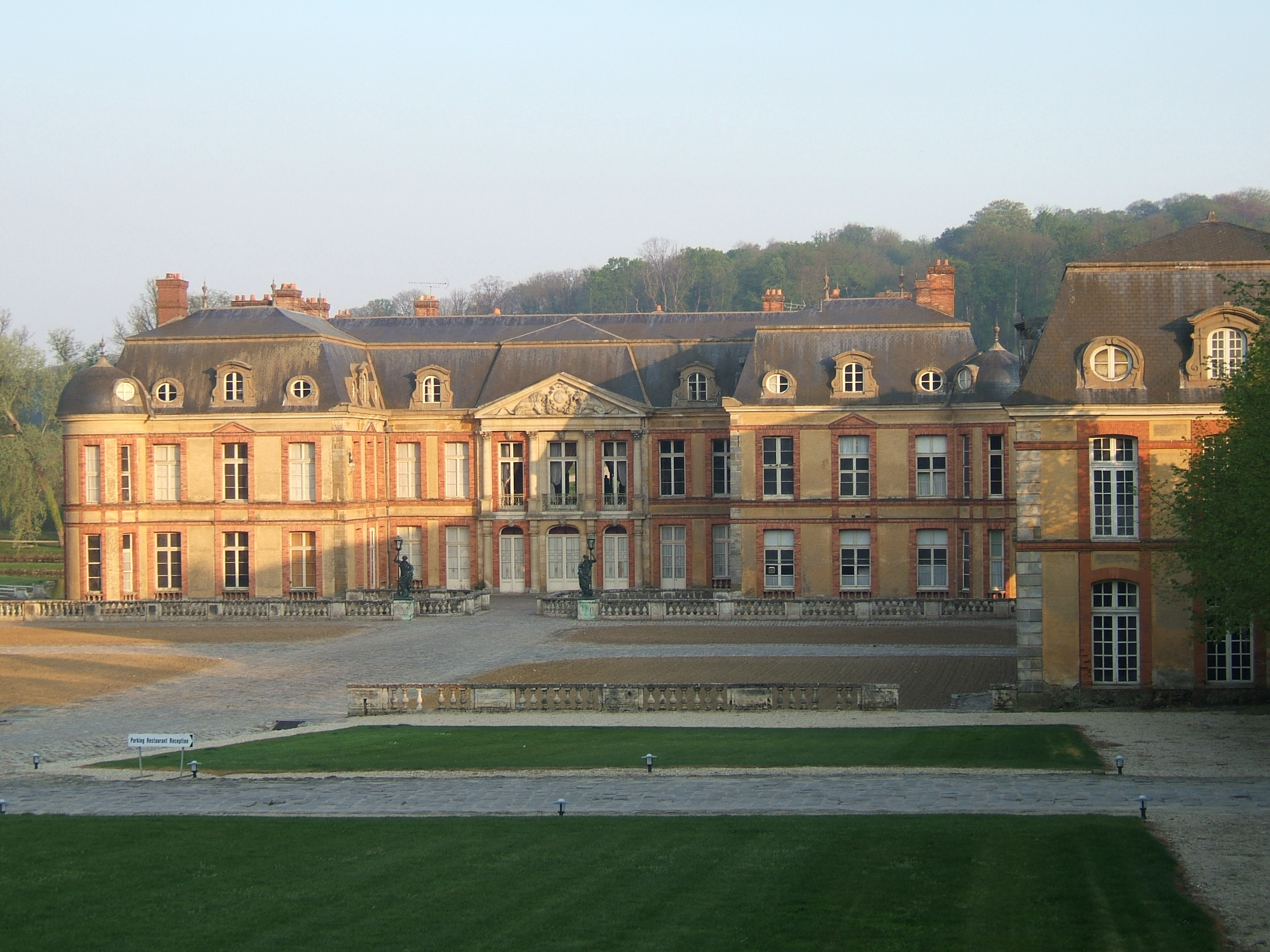
Château de Dampierre. Façade sur la cour.

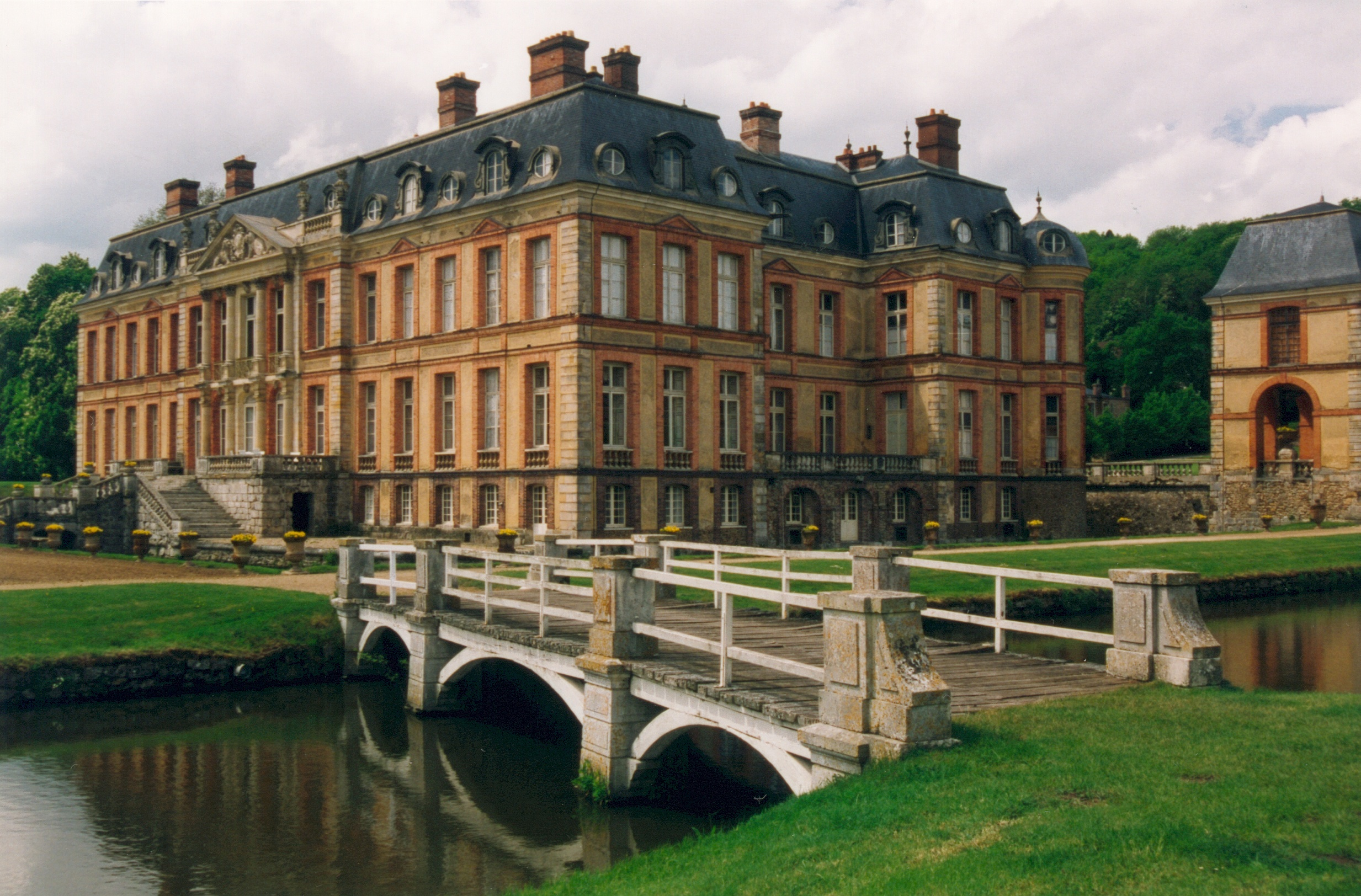
Château de Dampierre. Façade sur le jardin.

En 1663 le château passe à Louis Charles d'Albert de Luynes (1620-1699), 2e duc de Luynes, fils issu du premier mariage de la duchesse de Chevreuse avec Charles d'Albert (1578-1621), 1er duc de Luynes, Connétable de France, favori du roi Louis XIII. Le château va dès lors rester dans la maison d'Albert.
À partir de 1675 le duc de Chevreuse, Charles Honoré d'Albert de Luynes (1646-1712), gendre du contrôleur général des finances de Louis XIV Jean-Baptiste Colbert, entreprend de moderniser Dampierre et fait appel à Jules Hardouin-Mansart qui devient Premier architecte du roi en 1681.
Les travaux de Dampierre battent leur plein entre 1682, année où le roi annonce son installation définitive au château de Versailles, et 1684. L'aile neuve des écuries est allongée en 1685. Fin 1688, le sculpteur David Bertrand s'apprête à décorer sur place des cheminées en stuc inspirées par la Renaissance italienne dont deux subsistent au premier étage.
Après les travaux d'Hardouin-Mansart, le corps principal du château est agrandi, surélevé et rendu plus homogène, avec une distribution plus rationnelle. Les espaces de la cour intérieure et du petit jardin clos sont diminués et ce qui reste de ce dernier est remplacé par une terrasse à hauteur du rez-de-chaussée. L'architecte conserve les voûtes anciennes, ramène les douves à leur plan d'origine, remanie les tourelles d'angle sans les détruire et rhabille certains pans de murs. « Il a su marier les lignes de son architecture avec les composantes traditionnelles des parements locaux les plus réceptifs à la lumière (crépi ocre, brique, pierre de grès taillée). Enfin il a osé réinterpréter le jeu décoratif du double bandeau qui rappelle les châteaux du Val de Loire du XVIe siècle.
Côté parc, il a ajouté le perron et l'escalier majestueux qui franchit la douve.
Du côté de l'entrée, il a ouvert la cour intérieure, comprise entre les ailes du logis, sur une cour d'honneur, bordée par deux longs bâtiments symétriques avec galeries à arcades en rez-de-chaussée. Derrière ces bâtiments et le village, il créa des dépendances.
Enfin, il a précédé la cour d'honneur, bordée de balustrades, d'une avant-cour en pente douce, qu'introduisent deux légers pavillons entre des sauts-de-loup. »
Entre 1742 et 1743, le duc Charles Philippe d'Albert de Luynes fait remplacer les cinq pavillons de l'île par de nouveaux bâtiments couverts "à l'Italienne", sans doute conçus par Jean Cailleteau dit « Lassurance le Jeune ».Le principal de ces pavillons a seul subsisté; il était orné de boiseries richement sculptées de médaillons sur le thème de la chasse et de trophées de musique, qui furent remontées vers 1850 dans le grand salon du château, mais sans leur lambris d'appui.
En 1758, le château reçoit une grille d'honneur en fer forgé créée par Louis-Adam Loriot.
En 1765, le 5e duc Marie-Charles-Louis d'Albert de Luynes fait construire une orangerie au bout de l'Astrée et de l'aile voisine des dépendances, dans laquelle il fait remployer des pierres à bossages et des mascarons féminins du XVIe siècle, toujours en place.
En 1778, des têtes de chevaux et de cervidés dues à Ligier Richier sont incorporées à la façade noble des écuries.
À la Révolution, Joseph Charles Amable, sixième duc de Luynes et son épouse n'émigrent pas; en 1793, il est arrêté mais relâché à la demande des villageois, il réintègre le château où il ne sera plus inquiété et parvient à faire traverser sans dommage cette période troublée à sa bibliothèque, qu'il avait notablement enrichie.
Son épouse Guyonne de Montmorency crée à Dampierre un atelier d'imprimerie, actif durant les dernières années du XVIIIe siècle.

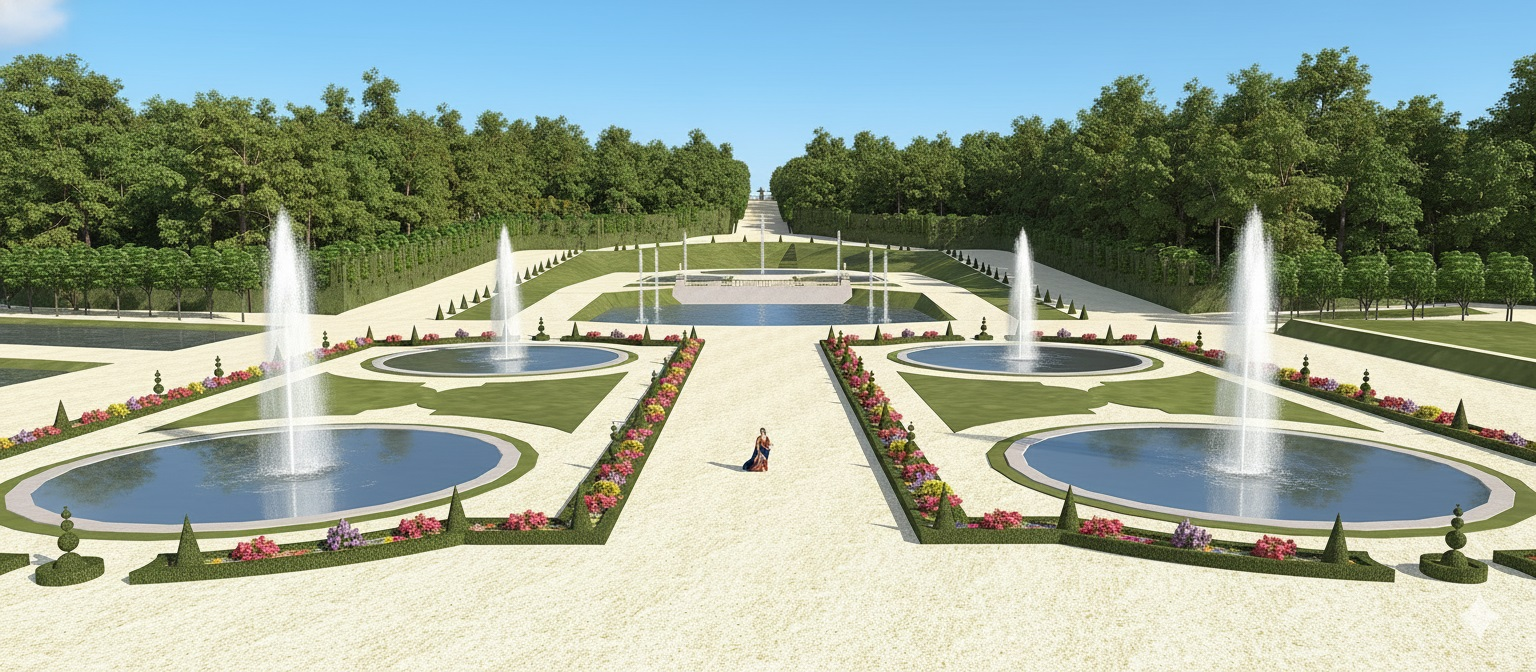
Vue restituée des jardins du château de Dampierre, depuis le premier étage du château.
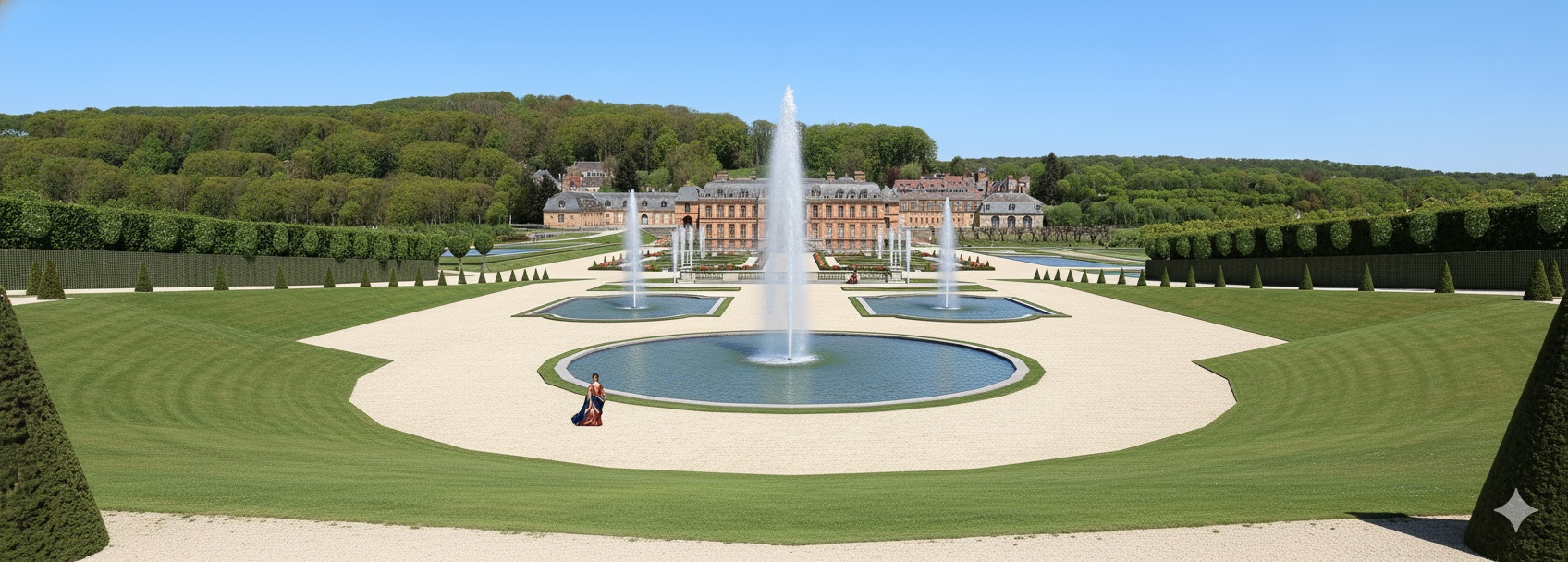
Vue restituée depuis le bout de la perspective des jardins de Dampierre.
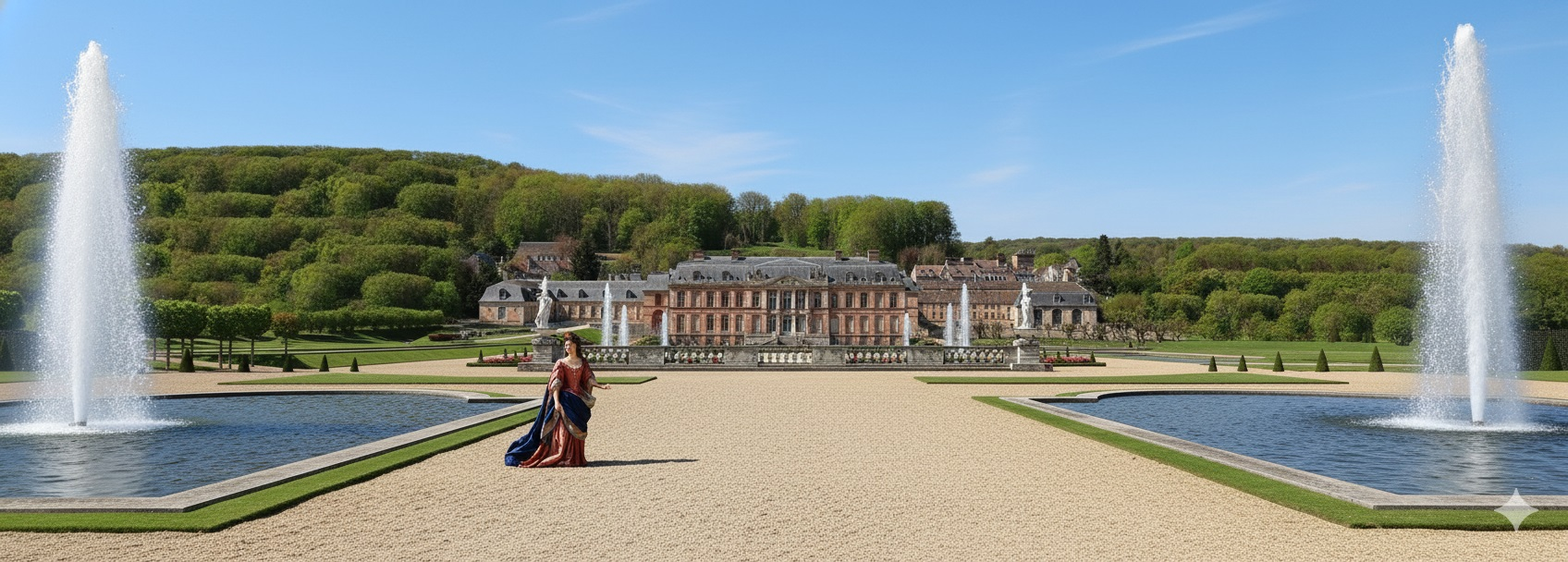
Vue restituée des jardins de Dampierre, depuis la terrasse supérieure.

### Les transformations de Félix Duban

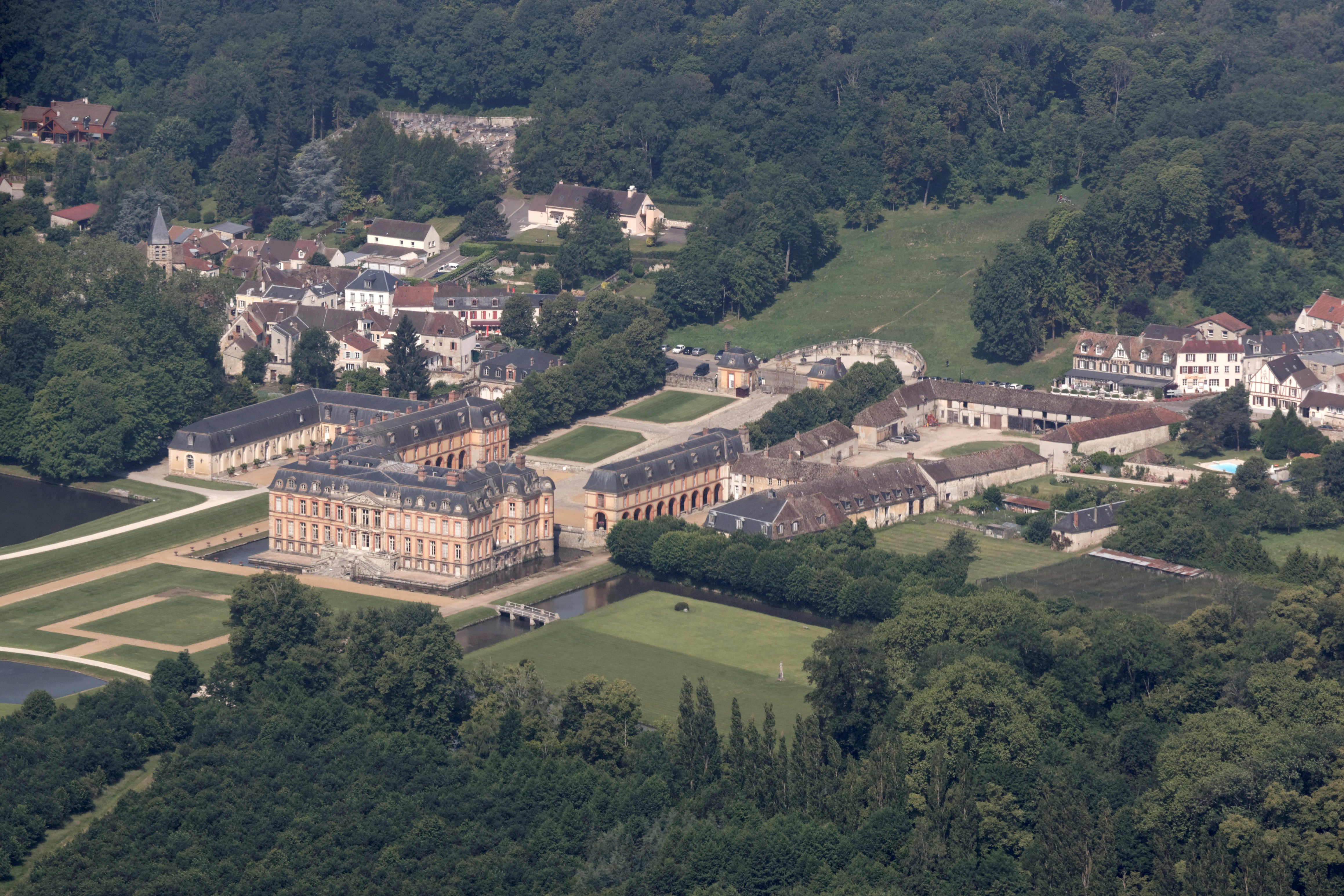
Vue aérienne du château de Dampierre sud-est.

Le château de Dampierre traverse la Révolution française sans encombre mais en très mauvais état en raison des dégâts causés par l'humidité.
À partir de 1839, il est restauré à la demande du duc Honoré Théodoric d'Albert de Luynes (1802-1867), numismate et archéologue, membre de l’Académie des inscriptions et belles-lettres.
Celui-ci a hérité de la considérable fortune paternelle mais n'est que l'usufruitier du château, transmis à son fils unique, encore adolescent.
Le duc fait appel à l'architecte Félix Duban qui fait avancer légèrement les frontons du château au-dessus des colonnes, mascarons, balcons en fer forgé et portes-fenêtres, recomposées en plein cintre au rez-de-chaussée. Le monogramme ducal y est inscrit entre des lions en bas-relief de Christophe Fratin.
La grande salle d'apparat du premier étage y gagne en hauteur et en éclairage grâce à une « lanterne » prise entre deux arcs doubleaux et deux parois cintrées au centre d'un plafond à voussures. Deux tribunes sont aménagées à ses deux extrémités, soutenues par des cariatides qui copient, avec la polychromie en plus, celles découvertes à Rome dans la villa d'Hérode Atticus.
Elles soutiennent le décor néo-antique de la galerie, conçu pour abriter deux grandes peintures commandées à Jean-Auguste-Dominique Ingres dès 1839.
Le Maître en donne les sujets – L'Âge d'Or et L'Âge de Fer – et commence le premier au mois d'août 1843 mais le laisse inachevé en 1848 sans même avoir entrepris le second… on raconte que, fort impatienté de l'extrême lenteur de ce chantier de cinq années - Ingres ayant peut-être accepté d'autres travaux - son client fit transporter dans la cour d'honneur tout le matériel du peintre que celui-ci trouva en arrivant un matin.
Trois de ses élèves travaillèrent dans ce salon : Hippolyte Flandrin y peignit des nus et des ornements pompéiens, son frère Paul deux paysages opposés, enfin le sculpteur Pierre-Charles Simart réalise quatre frises et dix bas-reliefs d'inspiration hellénistique entre 1841 et 1843.
Les arcs de la galerie sont ornés de petits bas-reliefs de Francisque Duret.
En 1843, le duc de Luynes commanda à Antoine Vechte un vase en argent

#### LaMinervede Simart
De 1844 à 1855, sur les indications du duc, l'orfèvre Henri Duponchel exécute une tentative de restitution au quart de la statue chryséléphantine d'Athéna Parthénos exécutée par Phidias pour le Parthénon. Elle est exposée devant L'Âge d'or sur un socle en marbre de Carrare où Simart a sculpté une Naissance de Pandore.
Cet « exemple de polychromie sculpturale » exposé à l'Exposition universelle de 1855 fut ainsi décrit par Théophile Gautier : « […] La victoire que tient Minerve dans sa main et qui fait palpiter éperdument ses frissonnantes ailes d'or est la plus délicieuse statuette chryséléphantine qui se puisse rêver. »
Le décor du vestibule du grand escalier d'honneur est revu en 1840-1841 : le plafond représentant L'Abondance entourée de quatre médaillons en grisaille est peint par Charles Gleyre tandis que les trois grands vases en trompe-l'œil sur les murs sont l'œuvre de François-Édouard Picot.
Les boiseries de la chapelle voisine ont été sculptées par Jean-Baptiste-Louis Plantar sur des dessins de l'architecte du duc, Joseph-Frédéric Debacq. Les statues de la Vierge de la Nativité et des Quatre Évangélistes sont dues à Alexis-Hippolyte Fromanger.

#### LeLouis XIIIde Rude
En 1842, un des salons du rez-de-chaussée est décoré pour recevoir une statue de Louis XIII en argent sur un superbe piédestal en bronze, commandée en 1840 à François Rude et exécutée avec le concours des fondeurs Eck et Durand.
« Aussi satisfait que l'artiste de cette œuvre », le duc de Luynes lui remet 10 000 francs au lieu des 6 000 convenus, soit, en ajoutant la matière, la fonte et le piédestal une dépense totale d'au moins 65 000 francs, selon A. Maumené. Prêtée exceptionnellement en 1876 à l'Exposition organisée au profit des Alsaciens-Lorrains, elle y fut très remarquée ; cette statue fut volée en 1985.
En 2018, Philippe d'Albert de Luynes, 13e duc du nom, part vivre dans le château familial éponyme du Val-de-Loire et vend celui de Dampierre, autre demeure ancestrale, à Franky Mulliez, fondateur de l'enseigne Kiloutou.
Le parc rouvre au public à l'occasion des journées du patrimoine des 15 et 16 septembre 2018.

### Époque moderne et contemporaine
Elle fut la propriété de la famille d'Albert de Luynes de 1663 à 2018.
Le château a fait l’objet d’une inscription au titre des monuments historiques en 1928, puis classé monument historique en février 2022, à la demande du nouveau propriétaire.
La bibliothèque, soit dix mille ouvrages, a été dispersée aux enchères en 2013.
Le château ferme provisoirement au public en 2016. 
Après son rachat en 2018 par Franky Mulliez, membre de la famille Mulliez (Association familiale Mulliez) et fondateur de Kiloutou, le parc est rouvert au public le 30 mars 2019 en proposant des promenades en calèche,. Des travaux de restauration ont été engagés dès 2020. Cela permettra de rouvrir les portes du château à la visite, où sera exposée la collection d’œuvres d'art de Franky Mulliez. En parallèle, des travaux de reconstruction des jardins à la française seront réalisés pour redonner au site son cadre originel. Depuis 2022, des espaces sont proposés à la location d'entreprises.

## Architecture

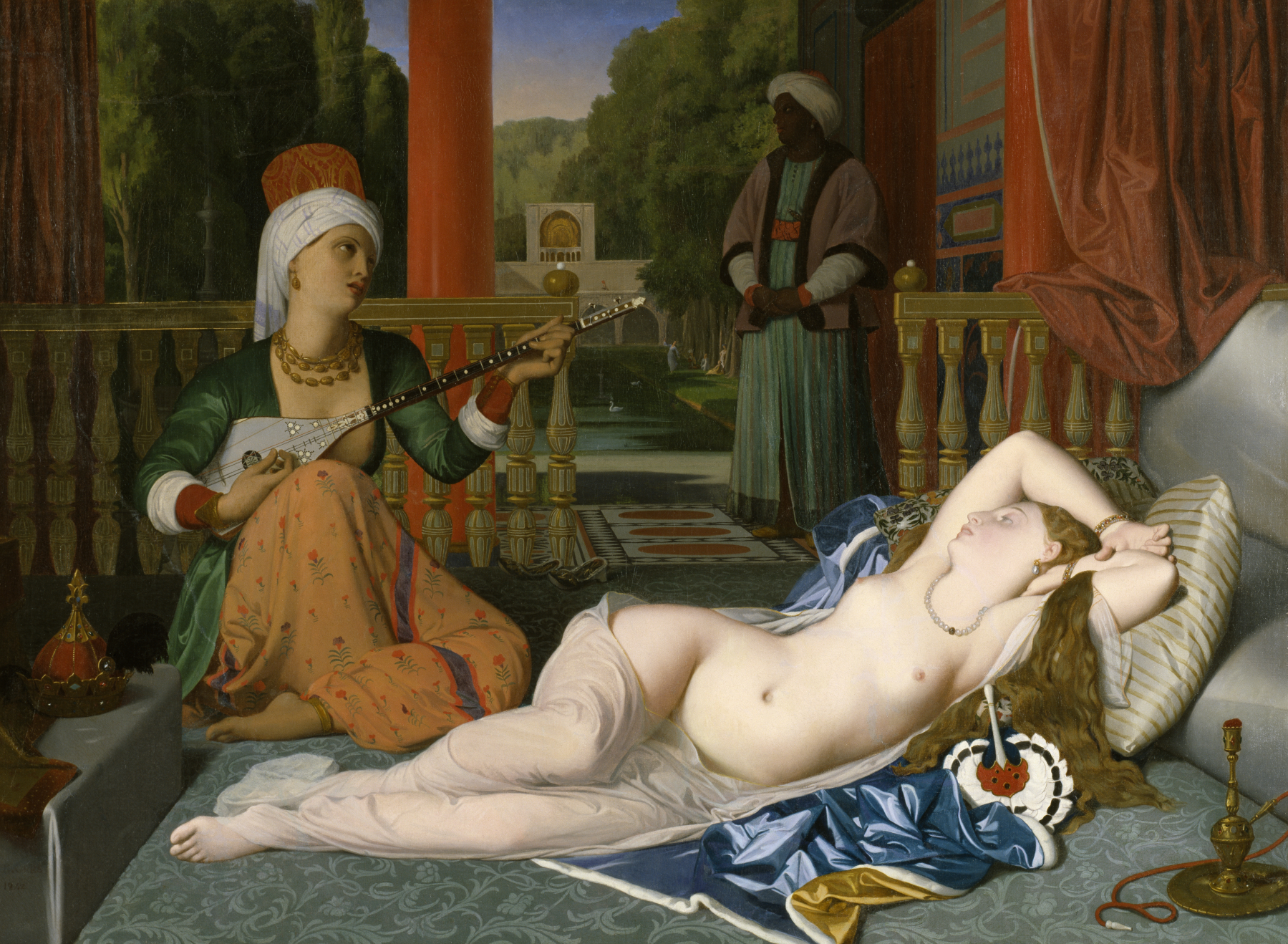
Ingres L'Odalisque à l'esclave (1842), le jardin en arrière-plan est inspiré du parc du château de Dampierre.

Cette architecture révèle un style classique par la rigoureuse disposition des fenêtres, qui marque les étages, et par l'entrée monumentale, précédée d'un large escalier. La façade est ornée de colonnes et d'un fronton à l'antique.
Les fines boiseries de la salle à manger, attribuées au menuisier Bernard Toro, datent de l'époque Louis XIV. De nombreuses pièces ont été lambrissées sous Louis XV.
Dans la salle de musique est exposée l’Âge d’or, une fresque (inachevée) par Ingres.

### Bibliothèque

#### La bibliothèque de Dampierre vue en 1908

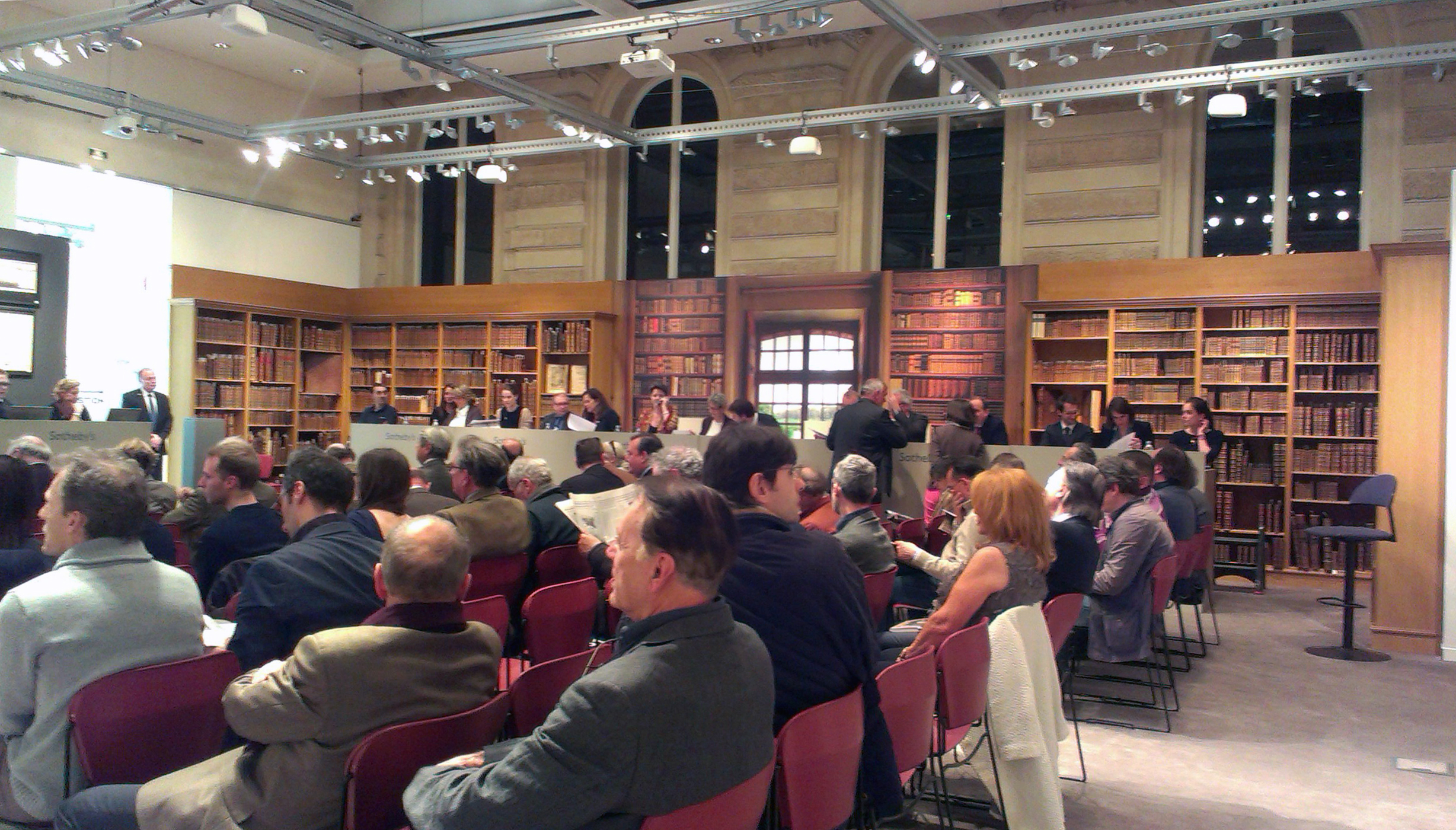
Vente de la bibliothèque chez Sotheby's le 29 avril 2013.

« C'est une des mieux choisies qu'il y ait en France sur les sujets historiques, occupant toute une aile de la grande cour, contient 18 500 volumes, notamment des lettres autographes de Louis XIV et de Colbert, un Coran manuscrit, don de Soliman Pacha, une Bible du XIIe siècle, deux livres d'heures du XVe siècle, deux manuscrits du calligraphe Jarry, chargé par le duc de Montausier d'écrire la Guirlande de Julie, et de très précieuses archives familiales (...). Enfin des collections d'histoire naturelle,  principalement de géologie, sont disposées dans  la salle de l'Astrée. Les magnifiques collections de Dampierre ont toujours attiré l'attention des artistes et des critiques d'art. Ce très riche fonds aristocratique, contient également l'album original relié relatant les fêtes données à Paris pour le mariage du Dauphin, fils de Louis XV, avec l'Infante d'Espagne (1745), illustré de 19 dessins aquarellés. »

#### Une dispersion programmée
Au motif annoncé de financer d'importants travaux de restauration des bâtiments - finalement non réalisés - ce qui constituait une des dernières bibliothèques de grands châteaux français est vendue aux enchères publiques par la maison Sotheby's en deux vacations : les 29 et 30 avril 2013, pour la période allant de Louis XIII à la Révolution française de 1789 dont une importante section militaria, puis, à l'automne 2013, la bibliothèque archéologique et historique axée sur le bassin méditerranéen d'Honoré Théodoric d'Albert de Luynes.
En 2016 est cédée à son tour la Pénélope endormie de Cavelier (musée d'Orsay), enfin, une grande partie du mobilier de la demeure est dispersée en ventes aux enchères publiques en septembre 2018 et juillet 2019.

## Peinture
Le jardin figurant en arrière-plan du tableau L'Odalisque à l'esclave d'Ingres fut peint d'après des études faites dans le parc du château.

## Cinéma et télévision
Le château a servi de lieu de tournage pour plusieurs films et téléfilms, notamment :
- 1943 : Monsieur des Lourdines de Pierre de Hérain
- 1952 : Nez de cuir d'Yves Allégret
- 1969 : D'Artagnan, feuilleton télévisé de Claude Barma
- 1983 : Danton d'Andrzej Wajda[21]
- 1992 : La Cavalière, téléfilm de Philippe Monnier
- 1992 : Les Mamies d'Annick Lanoë[21]
- 1996 : Ridicule de Patrice Leconte[21] (l'escalier intérieur du château a servi de décor, faute d'avoir obtenu les autorisations nécessaires pour tourner au château de Versailles)
- 1997 : Highlander, série télévisée de Dennis Berry et Richard Martin Saison 6
- 1999 : Les Enfants du siècle de Diane Kurys[21]
- 2003 : Bon Voyage de Jean-Paul Rappeneau
- 2006 : Jeanne Poisson, marquise de Pompadour de Robin Davis
- 2006 : Marie-Antoinette de Sofia Coppola
- 2011 : 1788... et demi série télévisée d'Olivier Guignard
- 2012 : Les Adieux à la reine de Benoît Jacquot
- 2013 : Une femme dans la Révolution, téléfilm de Jean-Daniel Verhaeghe

### Infographie
- Claire Bommelaer, « Les dessous de la renaissance du château de Dampierre, racheté par le riche homme d’affaires Franky Mulliez », sur Le Figaro, 27 octobre 2021 (consulté le 28 octobre 2021)